# Wolfsberg (Türingia)
Wolfsberg település Németországban, azon belül Türingiában. Lakosainak száma 3115 fő (2010).

## Népesség
A település népességének változása:

| 2010 | 3 115 |